# Бојкот избора
Бојкот избора представља бојкот одређених избора од стране групе бирача и/или грипа политичких странака, од којих се сваки уздржава учешћа на том изборном процесу.
Бојкот се може користити као облик политичког протеста где бирачи сматрају да је изборна крађа вероватна, или да су нерегуларни изборни услови, изборни систем пристрасан према својим кандидатима, да политији која организује изборе недостаје легитимитет, или да су кандидати који се кандидују веома непопуларни. У правним системима са обавезним гласањем, бојкот може представљати чин грађанске непослушности; алтернативно, присталице бојкота могу бити у могућности да дају празне гласове или гласају за „ништа од горе наведеног”. Бирачи који бојкотују могу припадати одређеној регионалној или етничкој групи. Одређена политичка странка или кандидат може одбити да учествује на изборима и позива своје присталице да бојкотују гласање.
У случају референдума, противници предлога могу користити бојкот као тактику гласања. Ако референдум захтева минималну излазност да би био валидан, бојкот може спречити постизање овог кворума, и тиме спречити доношење референдумске одлуке.
На општим изборима, појединци и странке ће често бојкотовати како би протестовали против политике владајуће странке у нади да ће посматрачи и други грађани, сматрати и изборе нелегитимним када велики број њих не узме учешће у њима.
Оваква тактика се, међутим, може показати погубном за странке које бојкотују. Недостатак учешћа ретко када поништава изборне резултате или доводи до побављања избора, а искривљено гласање ће вероватно додатно одвојити групе које бојкотују од органа власти, остављајући их подложним политичкој ирелевантности или прогону.
Најпознатији случаји бојкота избора били су:
| Избори                                          | Излазност (%) | |
| 1971. Тринидад и Тобаго - општи избори          | 33.2          | |
| 1973. Северна Ирска референдум за одвајање      | 58.1          | Већином католици |
| 1978 Гвајана Уставни референдум                 | 70.8          | |
| 1978 Законодавни избори у Југозападној Африци   | 80.2          | |
| 1983 Јамајка - општи избори                     | 2.7           | |
| 1984 Јужна Африка општи избори                  | 29.9 и 20.8   | |
| 1989 Јужна Африка општи избори                  | 18.1 и 23.3   | |
| 1991 Председнички избори у Буркинабеу           | 27.3          | |
| 1992 Гана парламентарни избори                  | 28.1          | |
| 1993 Председнички избори у Тогу                 | 36.2          | |
| 1996 Општи избори у Бангладешу                  | 21.0          | |
| 1997 Малијански председнички избори             | 29.0          | |
| 1997 Парламентарни избори у Јемену              | 61.0          | Претходни (1993): 84.8% |
| 1997 Словачка - референдум                      | 9.5           | |
| 1997 Србија - општи избори                      | 57.4          | Изборе је бојкотовало више странака, међу којима су Демократска странка, Демократска странка Србије и Грађански савез Србије, због недемократских услова |
| 1999 председнички избори у Алжиру               | 60            | |
| 2000 Председнички избори у Обали Слоноваче      | 37.4          | |
| 2000 Југословенски општи избори                 | 28.8          | Бојкотовала је владајућа вечина из Црне горе, предвођена ДПС                                                                                             |
| 2002 Парламентарни избори у Гамбији             | 56.4          | |
| 2002 председнички избори у Црној гори           | 45.9          | |
| 2003 Азербејџан - председнички избори           | 62.85         | |
| 2003 мај председнички избори у Црној гори       | 46.6          | |
| 2003 октобар председнички избори у Црној гори   | 48.4          | |
| 2003 Председнички избори у Гвинеји              | 86            | |
| 2005 парламентарни избори у Венецуели           | 25.3          | |
| 2006 Тајландски општи избори                    | 65.2          | |
| 2008 Парламентарни избори у Џибутију            | 72.6          | |
| 2012 Парламентарни избори у Гамбији             | 38.7          | |
| 2014 Тајландски општи избори                    | 65.2          | |
| 2014 Општи избори у Бангладешу                  | 22.0          | |
| 2016 Мађарски референдум о мигрантској квоти    | 44.0          | |
| 2017 Порторикански државни референдум           | 23            | |
| 2017 Избори за уставотворну скупштину Венецуеле | 41.5          | |
| 2017 Референдум о независности Каталоније       | 43.03         | |
| 2017 Кенијски председнички избори               | 39.03         | |
| 2018 египатски председнички избори              | 41.1          | |
| 2018 Руски председнички избори                  | 67.5          | |
| 2018 Председнички избори у Венецуели            | 46.1          | |
| 2018 Македонски референдум                      | 36.9          | |
| 2019 албански локални избори                    | 23.0          | |
| 2019 председнички избори у Алжиру               | 39.9          | |
| 2020 Општи избори у Арцаху                      | 45.0          | |
| 2020 Српски парламентарни избори                | 48.9          | |
| 2020 Председнички избори у Обали Слоноваче      | 53.9          | |
| 2020 парламентарни избори у Венецуели           | 30.5          | |
| 2020 Ирански парламентарни избори               | 42            | |
| 2021 Председнички избори у Џибутију             | 76.44         | |
| 2021 Парламентарни избори у Хонг Конгу          | 30.2          | |
| 2022 Уставни референдум у Тунису                | 30.5          | |
| 2022–23 Парламентарни избори у Тунису           | 11.2 и 11.4   | |
| 2023 Косовски локални избори                    | 3.5           | |
| 2023 Пољски референдум                          | 40,91         | |